# Pointe-aux-Chênes (Louisiane)
Pour les articles homonymes, voir Pointe-au-Chêne et Pointe-du-Chêne.
Pointe-aux-Chênes est une census-designated place (CDP) située dans la paroisse de Terrebonne en Louisiane, aux États-Unis.

## Géographie
La localité de Pointe-aux-Chênes est située près de la côte découpée donnant sur le golfe du Mexique. Elle a le village de Montegut juste sur sa partie occidentale avec lequel, elle partage le code postal et la route donne accès à la communauté amérindienne de l'Isle à Jean Charles. Le bayou Pointe-au-Chien traverse la localité et se jette dans le lac Chien (Lake Chien) au sud de Pointe-aux-Chênes qui communique à la mer par la petite baie la Peur (Bay la Peur) située au fond de la baie de Terrebonne face aux îles Timbalier et la baie Timbalier.
En 2002, le territoire a été touché par l'ouragan Isidore puis l'ouragan Lili. En 2005, deux autres ouragans dévastèrent les lieux, l'ouragan Rita et l'ouragan Katrina. En 2008 survint l'ouragan Gustav qui ravagea à son tour ce territoire louisianais. L'ouragan Laura a frappé en 2020 suivi de l'ouragan Ida en 2021.
La pollution aux hydrocarbures et aux marées noires détruisent les marais salants et lieux de pêches des Amérindiens Houmas et la communauté Pointe-au-Chien.

## Histoire
Pointe-aux-Chênes est peuplée par la tribu amérindienne Pointe-au-Chien qui partage son existence également sur le bourg voisin de Montegut. Elle se rattache à la Nation amérindienne des Houmas. Comme leurs frères Houmas, ils ont perdu depuis deux siècles l'usage de leur langue ancestrale et s'expriment depuis la colonisation de la Louisiane française dans un français cadien.
Au milieu du XXe siècle l'United Houma Nation s'organise en gouvernement local et organise des élections. Ils sont finalement reconnus en octobre 2014 par le gouvernement fédéral des États-Unis.

## Liens externes

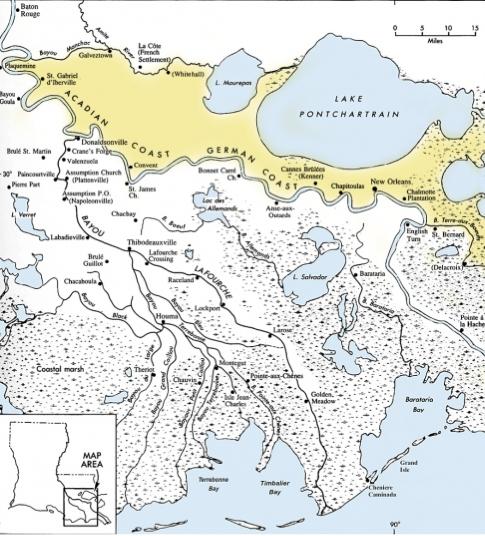
Localisation de Pointe-aux-Chênes en Louisiane.